# Henry Niño
Henry Nadir Niño Gómez (León, Nicaragua, 3 de octubre de 1997), más conocido como Henry Niño, es un jugador profesional nicaragüense de fútbol que se desempeña en la posición de defensor en Real Estelí Fútbol Club, equipo perteneciente a la Liga Primera de Nicaragua.

## Carrera
Niño lleva jugando una temporada en el equipo Real Estelí Fútbol Club, siendo la séptima de su carrera en la Liga Primera de Nicaragua. También es parte de la Selección de fútbol de Nicaragua.